# Warren Hudson
 (février 2019).
Si vous disposez d'ouvrages ou d'articles de référence ou si vous connaissez des sites web de qualité traitant du thème abordé ici, merci de compléter l'article en donnant les références utiles à sa vérifiabilité et en les liant à la section « Notes et références ».
Pour les articles homonymes, voir Hudson.
Warren Hudson (né le 25 mai 1962 et mort le 16 février 2012) est un joueur canadien de football canadien.
Débutant en 1985 sous les couleurs des Argonauts de Toronto, Hudson passe cinq saisons avec cette équipe avant de jouer pour les Blue Bombers de Winnipeg, remportant la Coupe Grey 1990 et remporte le titre de joueur canadien de la finale (Dick Suderman Trophy). Après ce titre, il joue encore deux saisons avec Winnipeg avant de revenir pour une dernière saison à Toronto en 1993 et conclure sa carrière.
Le 16 février 2012, il meurt à l'âge de quarante-neuf ans après un long combat contre une tumeur du cerveau.